# Tűzgyújtó (film, 2022)
A Tűzgyújtó (eredeti cím: Firestarter) 2022-ben bemutatott sci-fi-horrorfilm Keith Thomas rendezésében. A forgatókönyvet Scott Teems írta, Stephen King azonos című regénye alapján. A film az 1984-es, azonos című filmadaptáció rebootja. (Érdekesség, hogy a film producerének, Martha De Laurentiisnek az volt az első produceri filmje, míg ez a feldolgozás a halála előtti utolsó.) A főbb szerepekben Zac Efron, Ryan Kiera Armstrong, Sydney Lemmon, Kurtwood Smith, John Beasley, Michael Greyeyes és Gloria Reuben látható. A film producerei Jason Blum és Akiva Goldsman, gyártói a Blumhouse Productions, a Weed Road Pictures, a BoulderLight Pictures és az Angry Adam Productions.
Az Amerikai Egyesült Államokban 2022. május 13-án mutatták be a Universal Pictures forgalmazásában.

## Rövid történet
Egy különleges képességekkel rendelkező párnak meg kell védenie a lányukat, Charlie-t, miután az a pirokinézis képességével rendelkezik, vagyis harag vagy idegesség hatására bármit vagy bárkit lángra lobbant. Nemcsak a nehezen irányítható képesség, hanem a párt korábban fogva tartó titkos kormányzati ügynökség is gondot jelent, amely vadászik Charlie-ra, mert el akarja fogni és irányítani őt.

## Szereplők
| Szerep                   | Színész              | Magyar hang      |
| ------------------------ | -------------------- | ---------------- |
| Andrew „Andy” McGee      | Zac Efron            | Markovics Tamás  |
| Charlene „Charlie” McGee | Ryan Kiera Armstrong | Torma Krisztina  |
| Victoria „Vicky” McGee   | Sydney Lemmon        | Mentes Júlia     |
| Dr. Joseph Wanless       | Kurtwood Smith       | Fodor Tamás      |
| Irv Manders              | John Beasley         | Borbiczki Ferenc |
| Esőmadár                 | Michael Greyeyes     | Debreczeny Csaba |
| Hollister százados       | Gloria Reuben        | Kocsis Judit     |
| Ms. Gardner              | Tina Jung            | Mikecz Estilla   |
| Gavin                    | Gavin MacIver-Wright | Schultz Alex     |
| Perry seriff             | Danny Waugh          | Szatmári Attila  |

## A film készítése
2017. április 27-én a Universal Pictures és a Blumhouse Productions bejelentette a Tűzgyújtó (1984) című film rebootját, amelynek rendezője és producere Akiva Goldsman lett Jason Blum mellett. 2018. június 28-án Fatih Akin váltotta Goldsman-t a rendezői pozícióban, a forgatókönyvet pedig Scott Teems írta. 2019. december 16-án Keith Thomas lépett Akin helyére, mint rendező.
2020 szeptemberében Zac Efron kapta meg a film főszerepét. 2021 februárjában Michael Greyeyes csatlakozott a szereplőgárdához. 2021 júniusában Ryan Kiera Armstrong kapta meg Charlie McGee szerepét, Gloria Reuben egy meg nem nevezett szerepben csatlakozott, aki valószínűleg James Hollister kapitány, egy bolt vezető és Rainbird emberét alakítja, Sydney Lemmon pedig Charlie édesanyjaként csatlakozott.
A forgatás 2021. május 25-én kezdődött Torontóban és Hamiltonban (Ontario) és július 16-án fejeződött be.

## Zene
2022. február 9-én kiderült, hogy John Carpenter, Cody Carpenter és Daniel Davies fogják szerezni a filmzenét. Korábban már együttműködtek a Blumhouse Productions-szel a Halloween (2018) és a Gyilkos Halloween (2021) című filmeken. Április 20-án bejelentették, hogy 2022. május 13-án jelenik meg. Ugyanezen a napon lesz elérhető a végefőcím-dal is.

## Megjelenés
2022. február 9-én, a hivatalos előzetes megjelenésekor bejelentették, hogy a Tűzgyújtó 2022. május 13-án kerül az Egyesült Államokban a mozikba, a Peacock streamingszolgáltatáson pedig 2022. május 13-án vált elérhetővé. A film a Universal Pictures forgalmazásában jelent meg. A magyar megjelenés is ugyanekkor volt.

## Visszhang
A film a kritikusoknál és a mozikasszáknál is felsült. Kifogásolták a cselekmény kidolgozatlanságát, az unszimpatikus szereplőket, a logikátlan dramaturgiát, az „olcsó”, hatásvadász megoldásokat és a kisköltségvetésű filmekre emlékeztető megvalósításokat. Felvetették, hogy az 1984-es film sem volt tökéletes, de szerintük ez még azt is „alulmúlta”. A mozikban is leszerepelt az alkotás, amire a bevételek alapján nem igazán voltak kíváncsiak.